# Europese kampioenschappen judo 1982 (mannen)

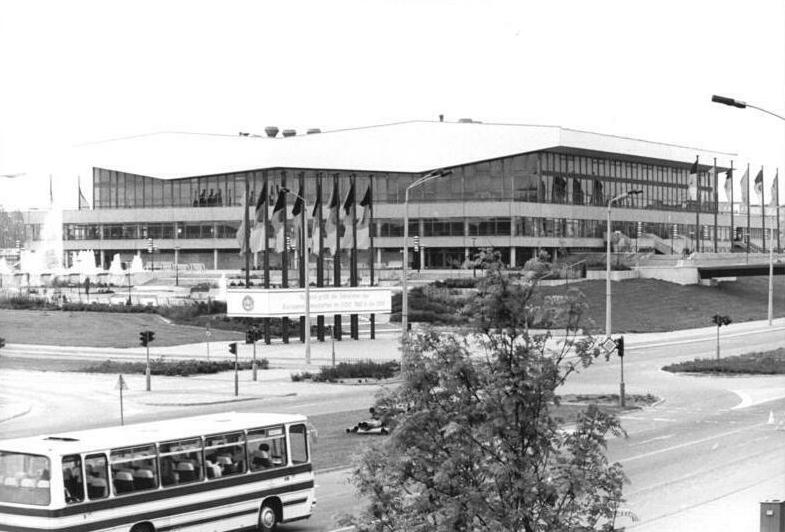
Sport- und Kongresshalle, Rostock in mei 1982.

De Europese kampioenschappen judo 1982 werden van 13 tot en met 16 mei 1982 gehouden in Rostock, DDR. De wedstrijden vonden plaats in de Sport- und Kongresshalle.

## Resultaten
| Gewichtsklasse | Goud                 | Zilver             | Brons                                     |
| -------------- | -------------------- | ------------------ | ----------------------------------------- |
| – 60 kg        | Khazret Tletseri     | Atanas Gerchev     | Klaus-Peter Stollberg Andrzej Dziemianiuk |
| – 65 kg        | Torsten Reißmann     | Thierry Rey        | Josef Reiter Janusz Pawłowski             |
| – 71 kg        | Ezio Gamba           | Karl-Heinz Lehmann | Stanislav Tůma Magomed Parchiev           |
| – 78 kg        | Mircea Frățică       | Sjota Chabareli    | Neil Adams Andrzej Sadej                  |
| – 86 kg        | Alexander Yatskevich | Mario Vecchi       | Detlef Ultsch Bernard Tchoullouyan        |
| – 95 kg        | Robert Köstenberger  | Günther Neureuther | Lajos Molnár Roger Vachon                 |
| + 95 kg        | Henry Stöhr          | Angelo Parisi      | Grigory Verichev András Ozsvár            |
| Open           | Alexey Tyurin        | András Ozsvár      | Fred Olhorn Arthur Schnabel               |

## Medailleklassement
| Plaats | Land                           | Goud | Zilver | Brons | Totaal |
| 1      | Sovjet-Unie                    | 3    | 1      | 2     | 6      |
| 2      | Duitse Democratische Republiek | 2    | 1      | 3     | 6      |
| 3      | Italië                         | 1    | 1      | –     | 2      |
| 4      | Oostenrijk                     | 1    | –      | 1     | 2      |
| 5      | Roemenië                       | 1    | –      | –     | 1      |
| 6      | Frankrijk                      | –    | 2      | 2     | 4      |
| 7      | Hongarije                      | –    | 1      | 2     | 3      |
| 8      | Bondsrepubliek Duitsland       | –    | 1      | 1     | 2      |
| 9      | Bulgarije                      | –    | 1      | –     | 1      |
| 10     | Polen                          | –    | –      | 3     | 3      |
| 11     | Tsjecho-Slowakije              | –    | –      | 1     | 1      |
| 11     | Verenigd Koninkrijk            | –    | –      | 1     | 1      |
|        | Totaal                         | 8    | 8      | 16    | 32     |